# FS 625
Die Dampflokomotiven der Reihe 625 der Ferrovie dello Stato Italiane (FS) waren Schlepptenderlokomotiven, die für leichte Schnellzüge und Personenzüge verwendet wurden. Die Reihe 625 war die Heißdampfvariante ohne Verbundwirkung der Nassdampf-Verbundlokomotive der Reihe 600.

## Geschichte
Die Gattung 625 war eine der erfolgreichsten Dampflokomotiv-Baureihen der FS. Zwischen 1910 und 1923 bauten verschiedene Hersteller im Gesamten 188 Stück. Zwischen 1929 und 1933 erhielten 153 Lokomotiven eine Caprotti-Ventilsteuerung und wurden der Gattung 625.300 zugeordnet, in den Jahren 1952 und 1953 wurden 35 Lokomotiven mit Franco-Crosti-Vorwärmer versehen und der Gattung 623 zugewiesen.
In den letzten Betriebsjahren wurden die vielseitig einsetzbaren 625er auch im Güterverkehr eingesetzt. Die letzten Lokomotiven im Streckeneinsatz waren den Depots Cremona und Verona zugeteilt. Von Cremona aus führten sie Personen- und Güterzüge nach Mantua, über Pavia nach Alessandria und über Brescia nach Lecco, von Verona aus verkehrten sie über Mantua nach Modena, nach Rovigo, nach Monselice und auf der Strecke durchs Valsugana zwischen Trento und Bassano del Grappa. Diese Einsätze endeten 1976. Danach wurden die Lokomotiven noch im Rangierdienst eingesetzt, zum Beispiel in Mestre auf der Anschlussbahn zum Hafen in Marghera oder in den Güterbahnhöfen Roms, wo sie für Hilfs- und Bauzüge eingesetzt wurden – Einsätze, die erst Anfang der 1980er-Jahre endeten.

## erhaltene Exemplare
- 625.011 Trient / Trento am Bahnhof

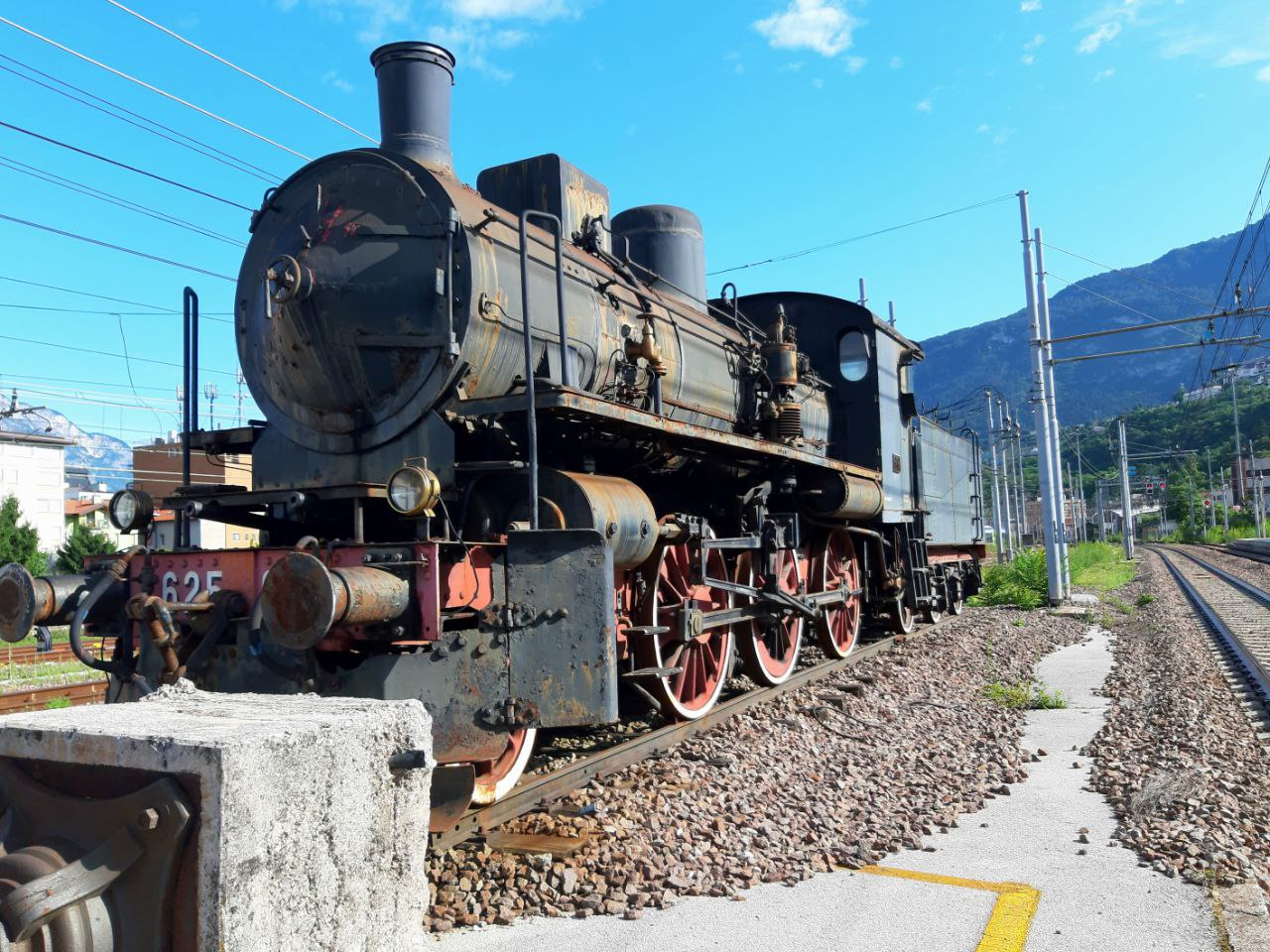
Denkmallokomotive 625.011 im Bahnhof Trient / Trento zwischen den Gleisen 2 und 3

- 625.076 Desenzano del Garda am Hafen

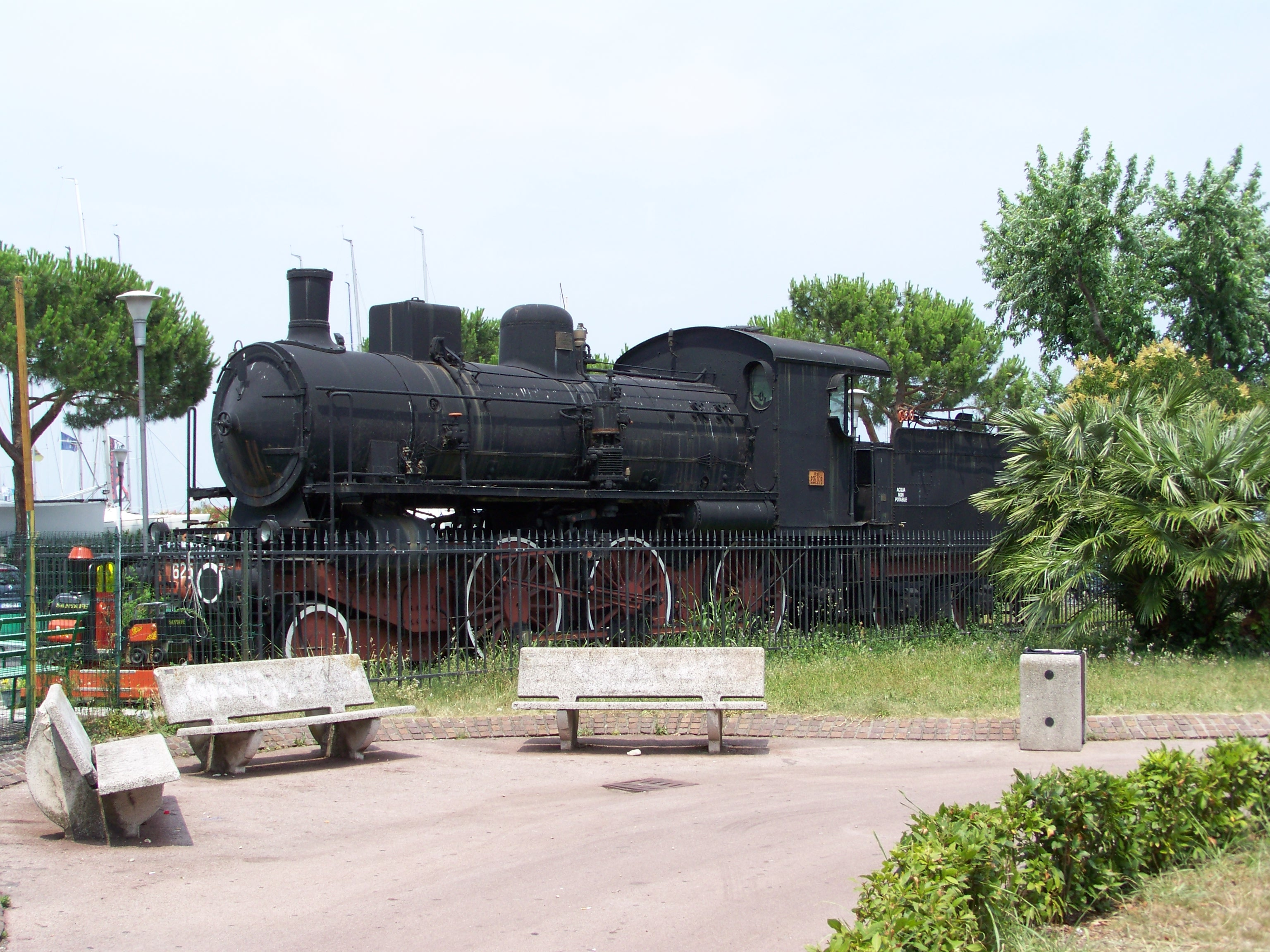
625.076 am Hafen von Desenzano del Garda